# ليو تشانغ (تنس)
ليو تشانغ مواليد 1 أغسطس 1990، هي لاعبة كرة مضرب صينية تلعب باليد اليسرى. أعلى تصنيف لها في الفردي كان المركز الـ 286 في سنة 2015. أعلى تصنيف لها في الزوجي كان المركز الـ 166 في سنة 2015.

## النهائيات

### الفردي (2–2)
| الحصيلة | الرقم | التاريخ       | الدورة                 | الأرضية | المنافس       | النتيجة            |
| ------- | ----- | ------------- | ---------------------- | ------- | ------------- | ------------------ |
| الفوز   | 1.    | 2 يوليو 2012  | هوتشو، الصين           | ترابية  | تشانغ كيلين   | 6–3 6–4            |
| الفوز   | 2.    | 16 مارس 2015  | جيانغمن، الصين         | صلبة    | هارييت دارت   | 6-3 6-0            |
| الوصافة | 1.    | 18 مايو 2015  | ووهان، الصين           | صلبة    | تشانغ يوكسوان | 4–6, 0–6           |
| الوصافة | 2.    | 20 يونيو 2015 | إنتشون، كوريا الجنوبية | صلبة    | ريسا أوزاكي   | 7–5, 6–7(4–7), 3–6 |

## روابط خارجية
- ليو تشانغ على موقع رابطة محترفات التنس (الإنجليزية)
- ليو تشانغ على موقع الاتحاد الدولي لكرة المضرب (الإنجليزية)
- ليو تشانغ على موقع خلاصة التنس.كوم (الإنجليزية)